# Ali Küçik
Ali Küçik (İnebolu, 17 giugno 1991) è un calciatore turco, attaccante dell'Uşakspor.